# Горњи Прњаровец
Горњи Прњаровец је насељено место у општини Криж, Република Хрватска. До нове територијалне организације у Хрватској, налазило се у саставу бивше велике општине Иванић-Град.

## Становништво
На попису становништва 2011. године, Горњи Прњаровец је имао 369 становника.

## Попис1991.
На попису становништва 1991. године, насељено место Горњи Прњаровец је имало 333 становника, следећег националног састава:
| Попис 1991.‍ | Попис 1991.‍ | Попис 1991.‍ | Попис 1991.‍ | Попис 1991.‍ |
| ----------- | ----------- | ----------- | ----------- | ----------- |
|             |             |             |             |             |
| Хрвати      | Хрвати      |             | 315         | 94,59%      |
| Срби        | Срби        |             | 9           | 2,70%       |
| Албанци     | Албанци     |             | 5           | 1,50%       |
| Словаци     | Словаци     |             | 2           | 0,60%       |
| Јевреји     | Јевреји     |             | 1           | 0,30%       |
| Словенци    | Словенци    |             | 1           | 0,30%       |
| укупно: 333 |             |             |             |             |